# Ріхардс Колс
Ріхардс Колс (народився в 16 грудня 1984 у Ризі) — латвійський політик, Депутат 14-го Сейму. Також обирався у попередніх скликаннях Сейму, виконував обов'язки голови Комісії у закордонних справах, представник Сейму у справах співпраці з ОЕСР. Він є членом правління Національного об'єднання партії «Все для Латвії!» — член правління «Батьківщині і свободі/ДННЛ», заступник голови Національного об'єднання Райвіса Дзинтарса.
Р. Колс є головою правління товариство «Латвійський прапор» (Latvijas karogs), а також членом правління товариство «Центр молодіжних компетенцій» (Jaunatnes Kompetences Centrs). Він був парламентським секретарем прем'єр-міністра Лаймдоти Страуюми.
Батько — підприємець і спортивний діяч Яніс Колс.

## Освіта
Навчався в Ризькій державній 2-й гімназії та Ризькій комерційній гімназії. 2008 року закінчив Вищу школу бізнесу «Туріба» з відзнакою, здобувши ступінь професійного бакалавра права за спеціальністю «цивільне право».
Навчання в магістратурі продовжено у 2009/2010 н. у Великій Британії — у Вестмінстерському університеті, Лондонській дипломатичній академії, здобувши ступінь магістра дипломатії зі спеціалізацією в аналізі питань зовнішньої політики.

## Діяльність
У лютому 2023 на зимовій сесії Парламентської асамблеї ОБСЄ, критикував делегацію Росії, пославши її слідом за російським кораблем:
Той факт, що ця делегація тут, а надто – делегація, що складається з підсанкційних осіб, які голосували за анексію території незалежної країни, Донбасу, Херсонської, Запорізької областей, Луганська - це просто ганьба! Це ті принципи, які ця інституція покликалась захищати й сторожити! А ми сидимо, наче нічого не сталось! Скористаюсь моментом – і заздалегідь перепрошую, пане голово. Передам повідомлення російській делегації, що сидить у цій залі, процитувавши українських прикордонників: "Русский военный корабль, пошел нах*й" 